# Захватчицы мест
«Захватчицы мест» — комедия древнегреческого драматурга Аристофана (V—IV века до н. э.). Дата постановки неизвестна, текст пьесы практически полностью утрачен. Сохранился только ряд коротких фрагментов, процитированных более поздними античными и средневековыми авторами (фрг. 289—301).
В этой пьесе хор составляли женщины, заранее появившиеся в месте проведения общегреческих игр, чтобы поставить свои палатки на самых удобных местах. По-видимому, они сталкиваются с мужчинами, претендующими на те же места.